# Universidade Hebraica de Jerusalém
Esta página contém alguns caracteres especiais e é possível que a impressão não corresponda ao artigo original.
A Universidade Hebraica de Jerusalém (em hebraico: האוניברסיטה העברית בירושלים, abreviado Huji ou Uhji) é uma das sete universidades de Israel. Tem atualmente cerca de 23.000 estudantes.
A universidade hebraica é considerada a melhor de Israel e está entre as 100 melhores universidades do mundo. Em um levantamento feito em 2009, pela Shanghai Jiao Tong University, o ranking ARWU, a universidade hebraica foi classificada na posição 64.ª no mundo (e 4.ª na região da Ásia e do Oceano Pacífico). Neste levantamento, constam também os departamentos de física, química, ciência da computação, matemática e economia.
Cinco de seus ex-alunos foram galardoados com prêmios Nobel (um em Física, três em Química e um em Economia).

## História
Um dos sonhos do movimento sionista era o do estabelecimento de uma universidade hebraica na terra de Israel. A proposta de uma tal Universidade foi feita em 1884 na conferência de Kattowitz. 
Poucas décadas mais tarde, esta ideia vai ter o apoio de Albert Einstein, que inclusivamente legou em seu testamento todas as suas propriedades e escritas para esta Universidade.
Os fundamentos da Universidade foram estabelecidos em 1918, e sete anos mais tarde, em 1 de Abril de 1925, o campus da Universidade no Monte Scopus em Jerusalém foi aberto numa cerimônia de gala. Presentes, entre outros, o presidente do conselho diretivo, Chaim Weizmann, distintas figuras acadêmicas e políticas e dignitários britânicos, incluindo o Lord Arthur James Balfour, o Visconde Allenby e Sir Herbert Samuel.
O primeiro reitor foi o Dr. Judah Magnes.
Em 1947, a Universidade tinha-se tornado uma grande instituição de ensino e pesquisa, com faculdades de humanidades, ciências, medicina, educação e agricultura (esta última no campus de Rehovot). Continha já a biblioteca nacional judaica (que mais tarde se tornaria a Biblioteca Nacional de Israel), uma editora da Universidade e um centro de educação de seniores. 
Durante a Guerra árabe-israelense de 1948, os Árabes repetidamente atacaram a Universidade, localizada na zona a nordeste de Jerusalém, e escoltas que se moviam entre a zona de Jerusalém controlada por Israel e a Universidade.
Após o massacre à escolta médica de Hadassah em 1948, o campus do Monte Scopus foi separado da parte judaica de Jerusalém. Quando o governo jordaniano repudiou os acordos do armistício de 1949 e recusou o acesso israelita ao campus do Monte Scopus, a Universidade foi forçada a mudar para o novo campus em Givat Ram no oeste de Jerusalém, o qual ficou pronto em 1953. 
No início de 1967, o número de estudantes atingia os 12.500.
Após a reunificação de Jerusalém, na Guerra dos seis dias de Junho de 1967, a Universidade pode regressar ao campus original Monte Scopus, que necessitava de ser reconstruído. Em 1981, as obras de reconstrução estavam prontas e o Monte Scopus voltou a ser o campus principal da Universidade.

## Estudos
Para se candidatar para os cursos da Uhji, o candidato necessita apresentar um diploma de colegial bagrut completo (alunos estrangeiros necessitam apresentar um diploma equivalente como por exemplo o francês Baccalauréat ou o Abitur alemão, ou ingressar no rigoroso curso preparatório com duração de um ano, denominado mechiná) e também sua nota no exame psicométrico nacional de Israel, que mede capacidades verbais, lógicas, matemáticas e em língua inglesa. A admissão aos cursos depende das notas finais nos exames de bagrut juntamente com a nota na prova psicométrica. A nota na parte de inglês (0-150) do exame psicométrico é usada para classificar e encaminhar os alunos que foram recebidos aos diferentes níveis dos cursos acadêmicos de inglês no primeiro ano de faculdade. Candidatos com menos de 100 em inglês não são aceitos pela universidade. Estudantes com nota acima de 133 estão isentos de estudos de inglês nos cursos de bacharelado. 
Os cursos na Universidade Hebraica de Jerusalém são equivalentes aos cursos em países da União Europeia, Reino Unido, Canadá e Estados Unidos. A universidade oferece cursos para Bacharelado, mestrado e doutoramento. Alunos excelentes em algumas áreas podem depois de concluir o bacharelado seguir diretamente para doutorado.

## Alunos e professores notáveis
- Ada Yonath - Prémio Nobel da Química de 2009, concluiu bacharel (Química) e mestrado (Bioquímica) na universidade hebraica. Primeira mulher desde 1964 a ganhar um Prémio Nobel em Química.
- Robert Aumann - Prémio Nobel da Economia de 2005, professor de Matemática da Universidade
- David Gross - galardoado com o Prémio Nobel da Física de 2004, concluiu bacharel e mestrado no departamento de Física da universidade hebraica
- Jacob Bekenstein - Físico teórico. Junto com Stephen Hawking contribuiu para o desenvolvimento da Termodinâmica do buraco negro
- Aaron Ciechanover - Prémio Nobel da Química de 2004. MD pela faculdade de medicina da universidade
- Avram Hershko - Prémio Nobel da Química em 2004. Ph.D. e MD pela faculdade de medicina da universidade.
- Daniel Kahneman - Prémio Nobel da Economia. Bacharelou-se em Psicologia e Matemática na Universidade Hebraica de Jerusalém.
- Amos Tversky
- Gila Lustiger
- Abraham Z. Joffe
- Saharon Shelah - Prêmio Wolf de Matemática (considerado o "Nobel da matemática"). Ph.D. pela universidade
- Adolf Fraenkel
- Menachem Magidor - matemático renomado em teoria dos conjuntos e lógica matemática.
- Amos Oz
- Ariel Sharon
- Ehud Barak
- Ehud Olmert
- Menachem Elon - juiz Suprema Corte de Israel Professor
- Amir Haddad (cantor)
- Natalie Portman Atriz famosa de hollywood
- Yochanan Vollach - jogador de futebol, presidente da Maccabi Haifa, CEO
- Martin Buber - filósofo e também fundador da universidade.
- Lydia Aran - estudiosa do budismo, professora emérita da universidade, sobrevivente do holocausto
- Dana Olmert - ativista de esquerda e da comunidade LGBT em Israel, filha do ex-primeiro-ministro de Israel Ehud Olmert. Ph.D. em letras.
- Yuval Noah Harari - Professor de História da Universidade. Autor dos livros (best-sellers): "Sapiens: Uma Breve História da Humanidade" e "Homo Deus: Uma breve história do amanhã".

## Galeria

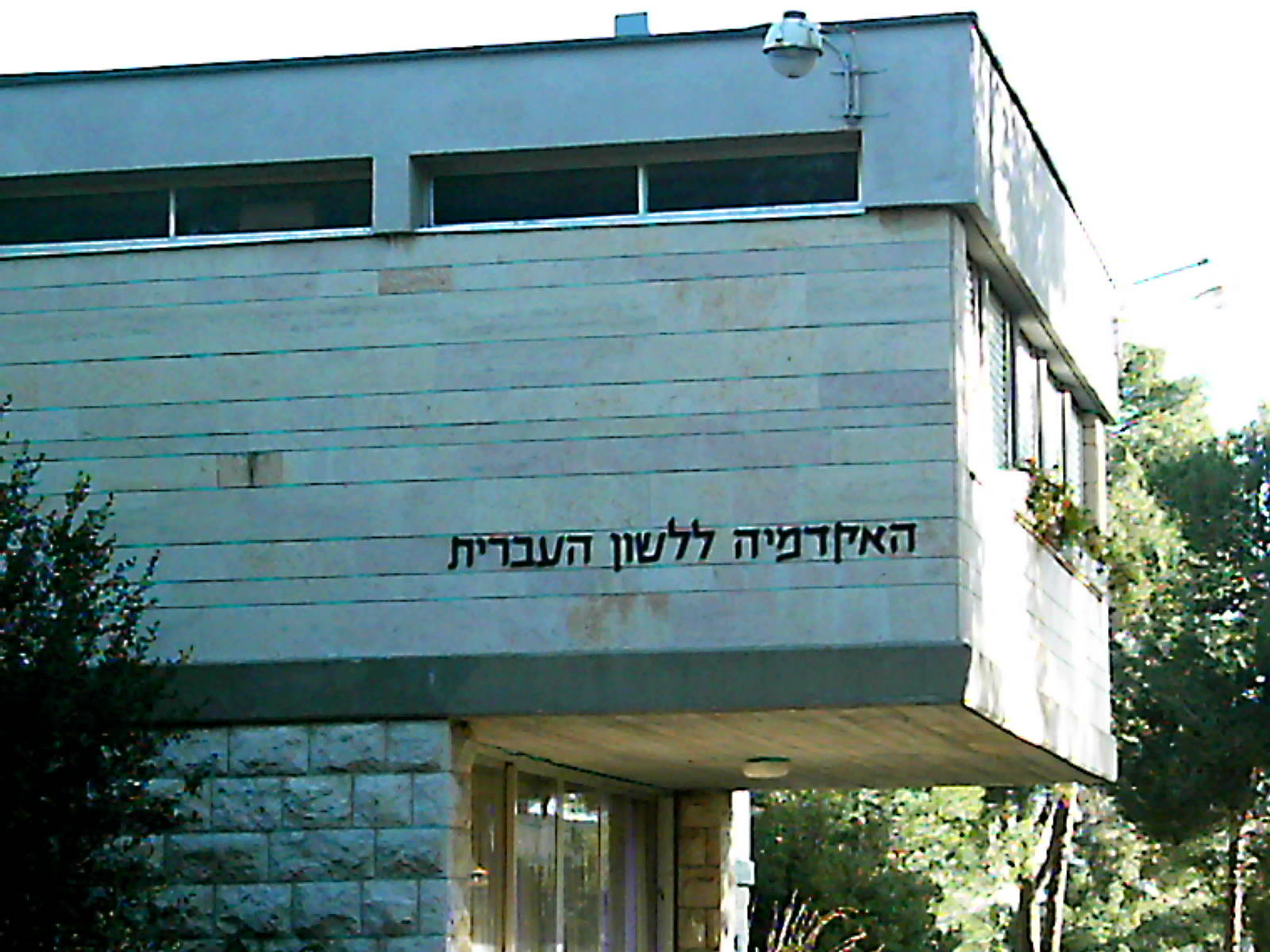
Academia da Língua Hebraica
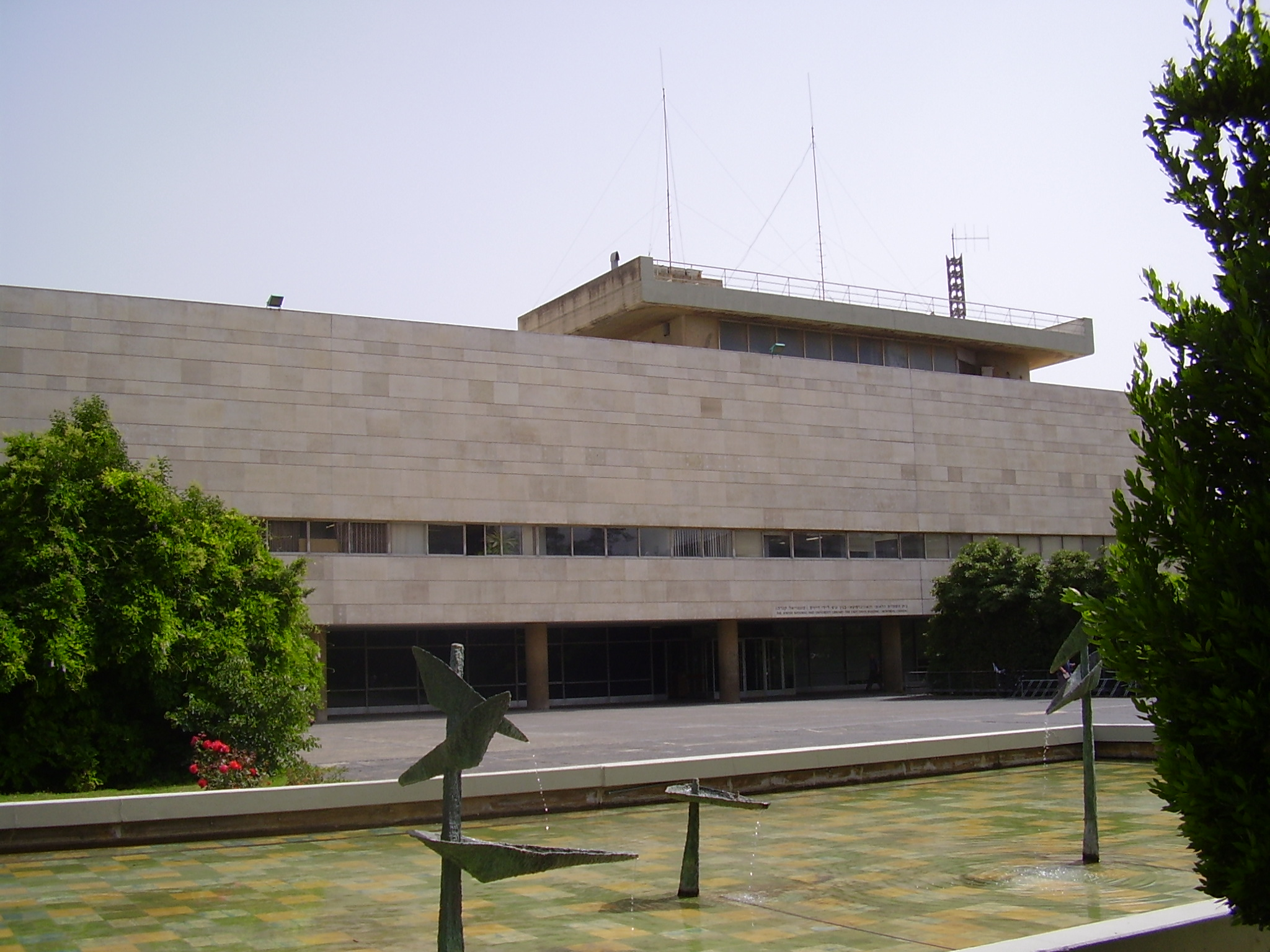
Prédio da Biblioteca Nacional de Israel, no campus de Givat Ram
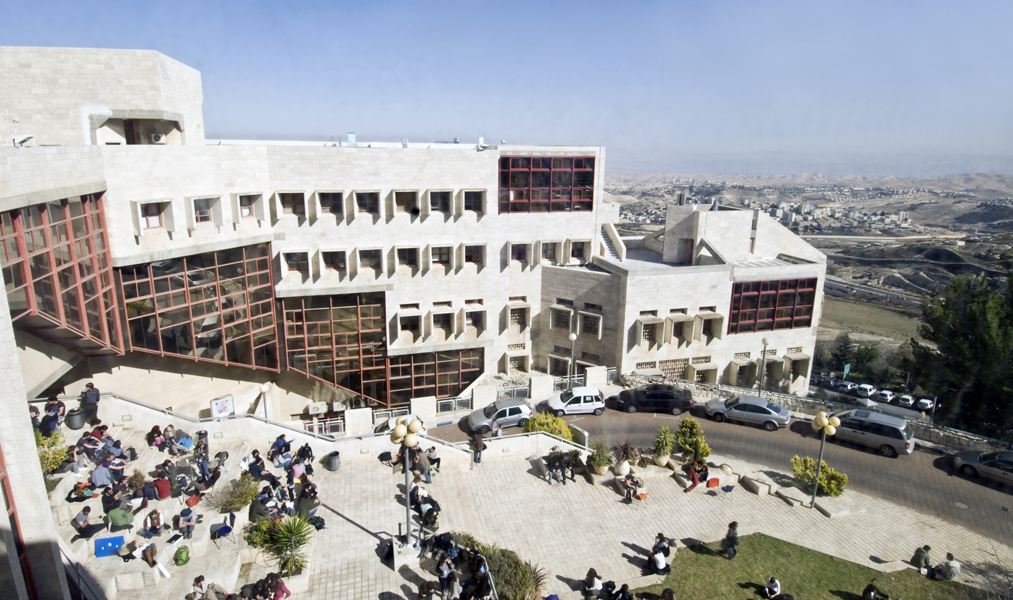
Academia de Arte e Design - Bezalel - é a academia nacional de Arte e Design de Israel
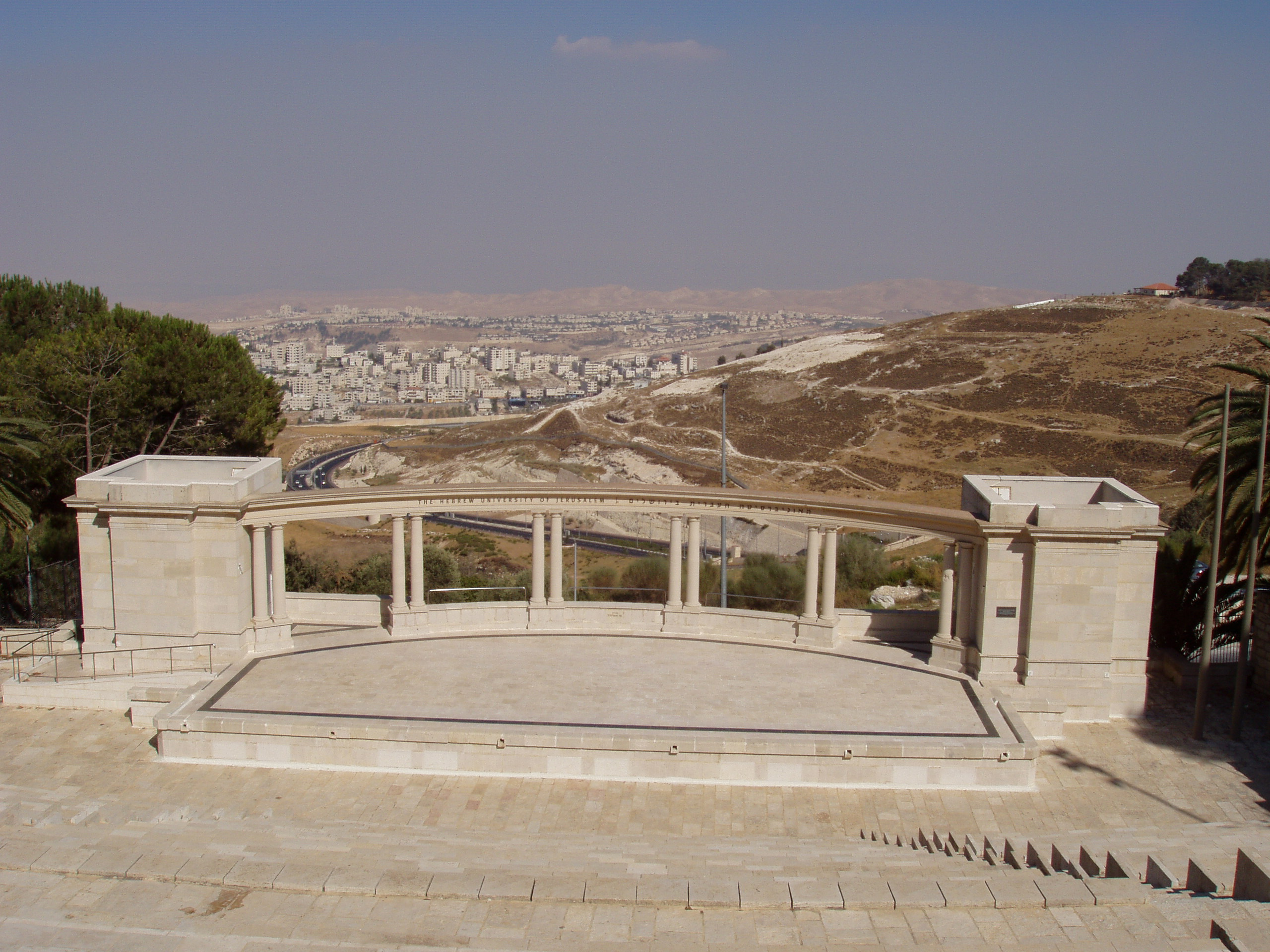
O teatro no Monte Scopus
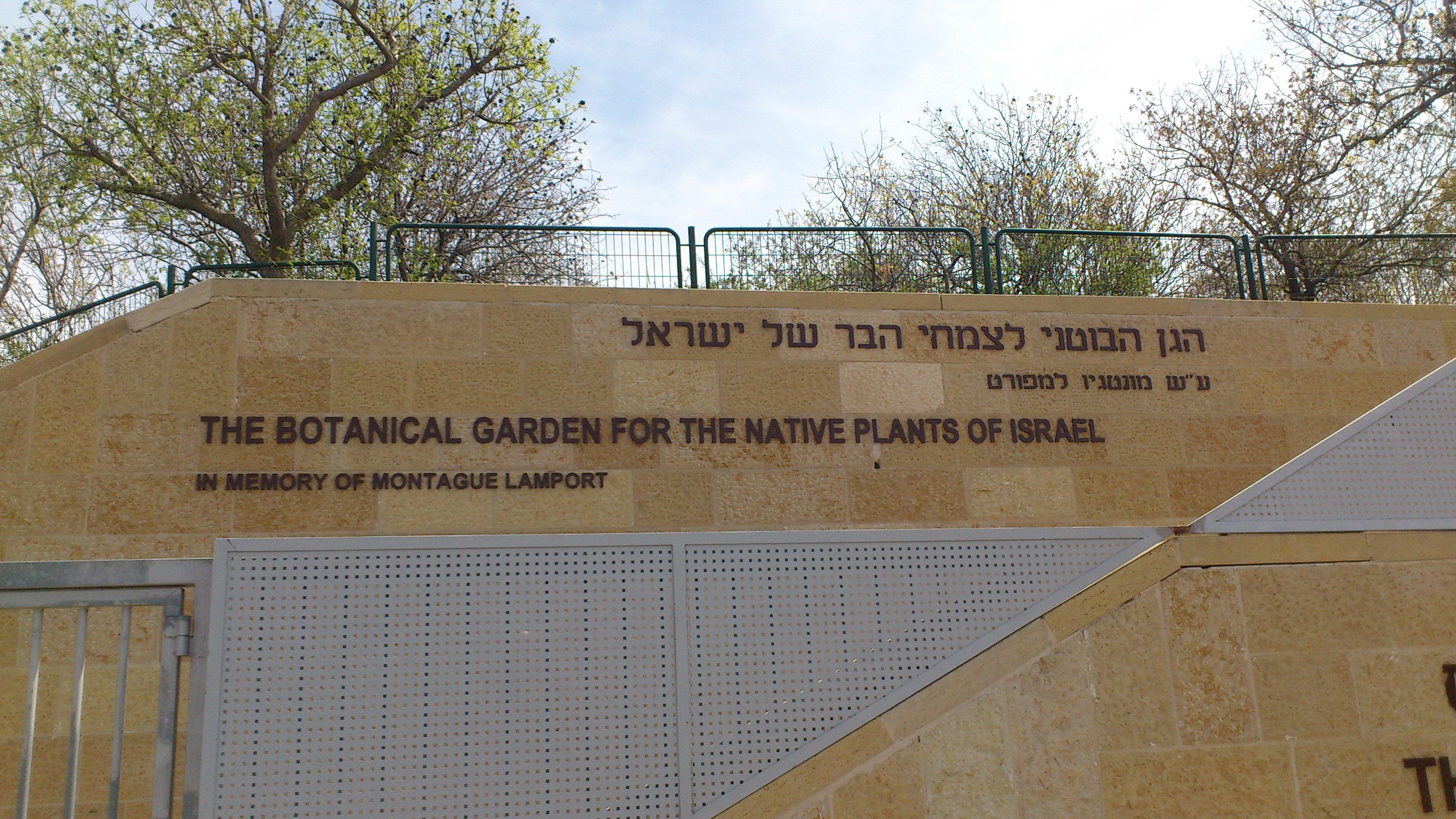
Jardim Botânico Nacional de Israel - Monte Scopus
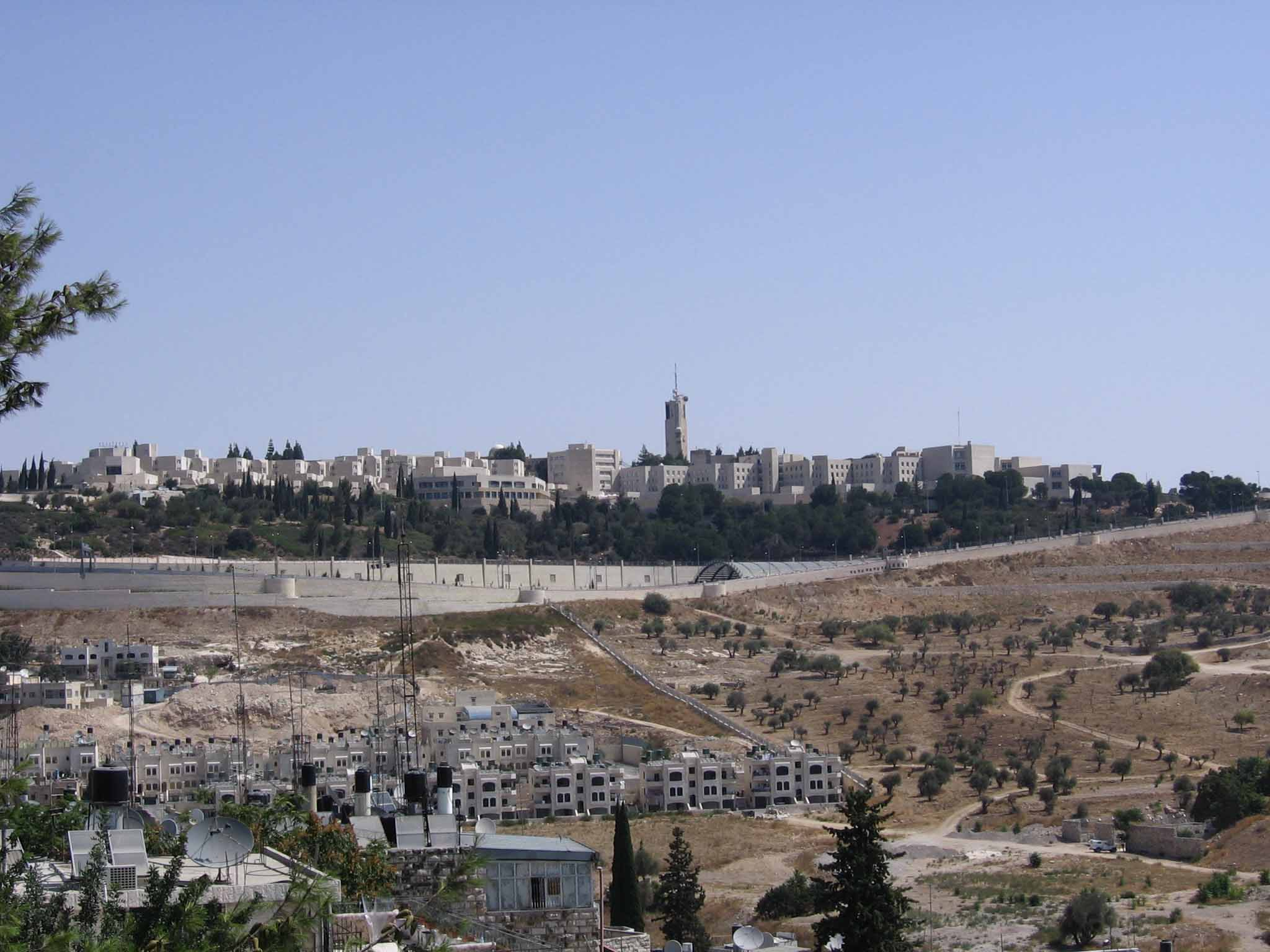
campus de Monte Scopus da Universidade Hebraica de Jerusalém
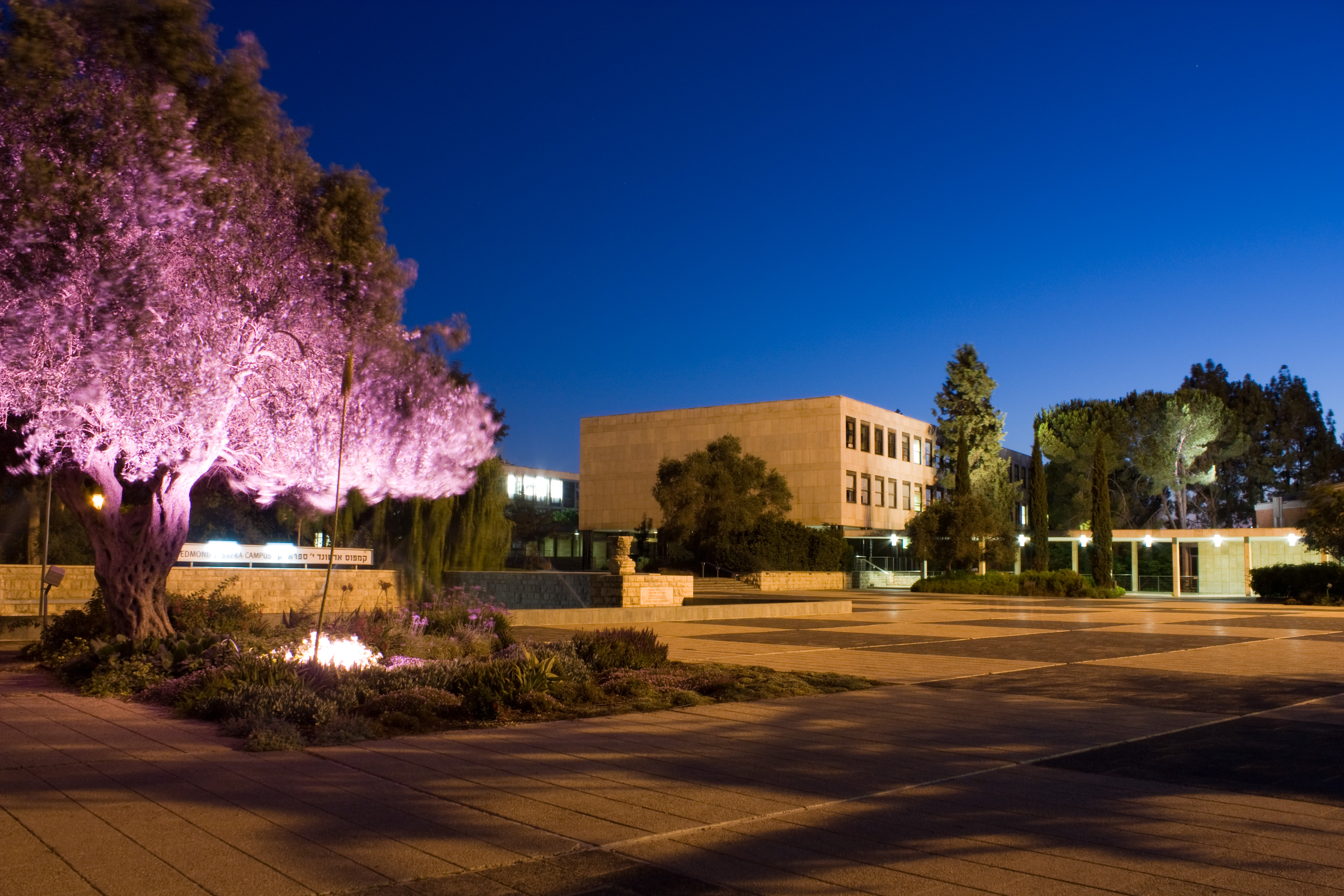
Vista noturna da entrada do campus de Givat Ram da Universidade Hebraica de Jerusalém
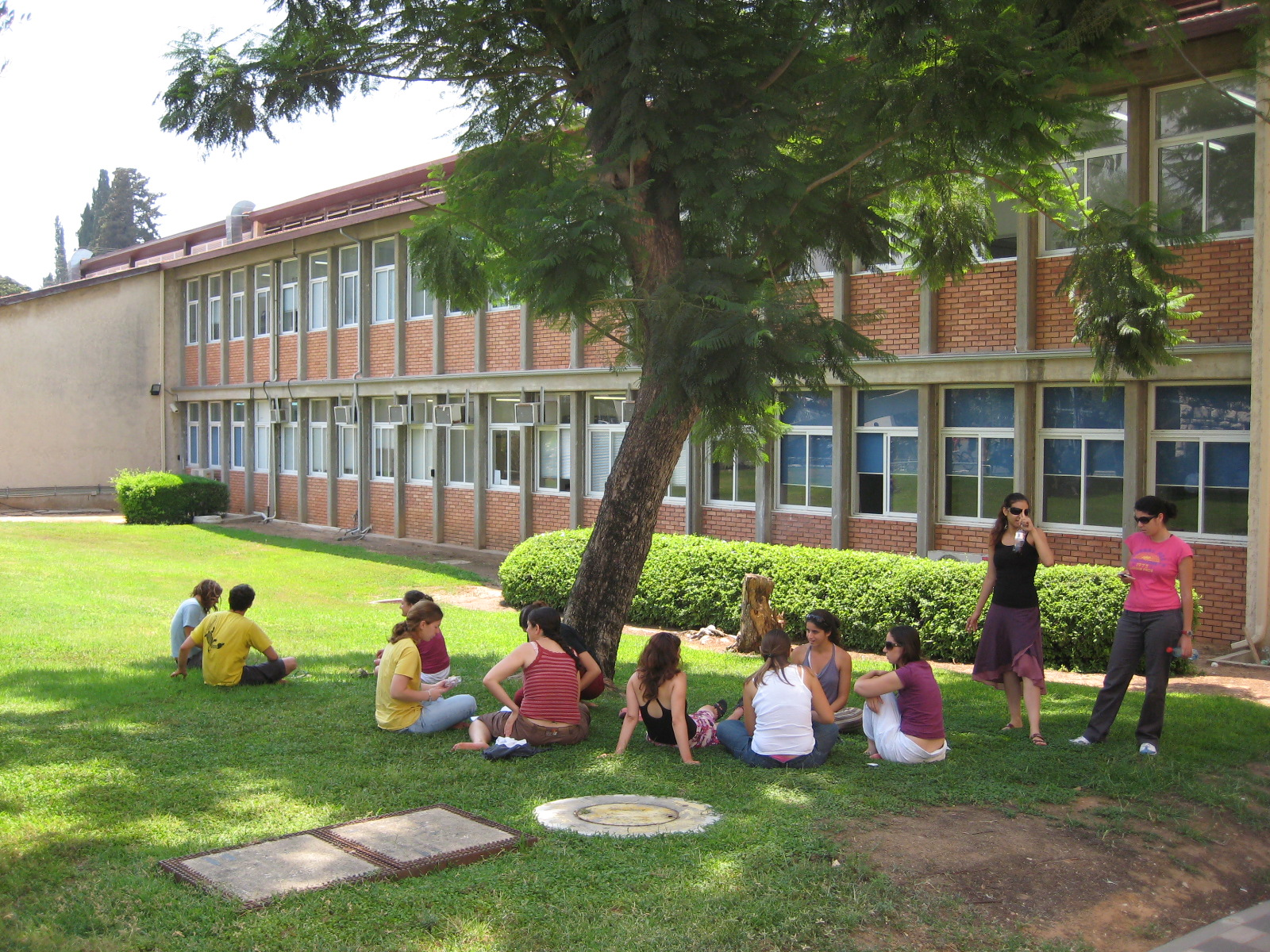
Estudantes na grama do departamento de economia agricultural no campus de Rehovot da Universidade Hebraica